# Battaglia di Tondibi
La battaglia di Tondibi fu uno scontro armato avvenuto durante l'invasione dell'Impero Songhai, nel XVI secolo, da parte dell'esercito della dinastia Saadi in Marocco. Sebbene ampiamente inferiori di numero, le forze marocchine sotto Jawdar Pascià sconfissero il sovrano Songhai Askia Ishaq II, provocando la caduta dell'Impero.

## Contesto
I Songhai erano stati la forza dominante nell'Africa occidentale per più di un secolo, controllando il Sudan occidentale dalle sorgenti del fiume Senegal a quello che oggi è il Niger; tuttavia, una rivalità per la successione dopo la morte di Askia Daoud nel 1583 lasciò l'Impero in uno stato di forte instabilità.
Nel frattempo, a nord, la dinastia Saadi del Marocco era all'apice del suo potere. Nel 1578, il Marocco respinse con successo un tentativo del Portogallo di conquistarlo nella battaglia di Alcazarquivir. Tuttavia, la spesa per pagare le difese utilizzate per tenere a bada i portoghesi fu un grande sforzo per le casse della nazione e il Marocco era sull'orlo della bancarotta. Alla ricerca di nuove risorse per il suo regno, il sultano Ahmad al-Mansur rivolse la sua attenzione all'Impero Songhai, dove credeva erroneamente che si trovassero le miniere d'oro da cui proveniva la sua ricchezza.

## Attraversamento del deserto
Sebbene molti consiglieri avessero avvertito avvertito il sultano Ahmad al-Mansur che era illegale fare la guerra contro un'altra nazione musulmana, nell'ottobre 1590 venne inviata a verso sud una forza di 1500 cavalieri leggeri e 2500 fanti, molti dei quali erano dotati di archibugi. Il comando venne affidato a Jawdar Pascià, un eunuco spagnolo catturato da bambino. L'esercito viaggiava con un convoglio da trasporto costituito da oltre 8000 cammelli, 1000 cavalli da soma, 1000 stallieri e 600 operai;
Dopo un viaggio di quattro mesi, Jawdar raggiunse il territorio Songhai con le sue forze in gran parte intatte. Le sue forze saccheggiarono e distrussero le miniere di sale di Taghaza. I marocchini quindi avanzarono verso Gao, la capitale Songhai.

## Battaglia
Il 13 marzo 1591, gli eserciti si scontrarono. Mentre da Taghaza l'esercito marocchino marciava verso Gao da nord, l'esercito Songhai attendeva le forze di Jawdar vicino a Tondibi, un pascolo appena a nord di Gao. Sebbene i Songhai avessero una potente cavalleria, non avevano le armi da fuoco del Marocco, che avrebbero cambiato le sorti della battaglia.
La tattica per affrontare la battaglia da parte Songhai fu di inviare oltre 1000 bovini verso le linee marocchine per scompigliarle. Il rumore degli spari e dei cannoni marocchini però causò la precipitosa fuga indietro del bestiame che caricò così le stesse linee Songhai.
Ricomposta la fanteria, le truppe Songhai caricarono l'esercito marocchino come previsto, ma vennero massacrate dagli archibugi marocchini. L'esercito Songhai inviò allora la cavalleria per caricare le linee marocchine ma questa venne a sua volta decimata dai colpi di arma da fuoco. Alla fine, rimase solo la retroguardia Songhai, che combatté corpo a corpo fino alla definitiva disfatta.

## Conseguenze
Jawdar Pascià proseguì per Gao e saccheggiò la città, i cui residenti erano già stati evacuati ma, trovando poche ricchezze si mosse presto in direzione dei più ricchi centri commerciali di Timbuctù e Djenné. Il saccheggio delle tre città segnò la fine dell'Impero Songhai come forza effettiva nella regione; tuttavia, anche il Marocco si dimostrò incapace di stabilire un fermo controllo sull'area, a causa della vastità dell'Impero Songhai e delle difficoltà di comunicazione e rifornimento attraverso le rotte commerciali sahariane, dando inizio a un decennio di sporadici combattimenti. L'area alla fine si divise in dozzine di unità minori, e gli stessi Songhai si spostarono a est nell'unica provincia sopravvissuta di Dendi, continuando la tradizione Songhai per i successivi due secoli e mezzo.